# The Minch
The Minch (schottisch-gälisch An Cuan Sgìth, Cuan na Hearadh, An Cuan Leòdhasach, deutsch auch Minchkanal), auch bekannt als The North Minch, ist eine Meerenge im nordwestlichen Schottland, die die nordwestlichen Highlands und die nördlichen Inneren Hebriden von der Doppelinsel Lewis and Harris in den Äußeren Hebriden trennt. Auf Altnorwegisch war sie als „Skotlandsfjörð“ („Schottlandfjord“) bekannt.
The Lower Minch (An Cuan Canach), auch bekannt als The Little Minch, liegt weiter südlich und trennt Skye von den südlicher gelegenen Äußeren Hebriden North Uist, Benbecula, South Uist, Barra und weiteren kleinen Inseln. Er öffnet sich in die Sea of the Hebrides. Der Minch, die Sea of the Hebrides und der Nordkanal bilden die von der IHO klassifizierte Meeresgegend Inner Seas off the west coast of Scotland, auch bekannt als Inner Scottish Sea oder Schottische See.
Der Minch ist zwischen 30 und 70 Kilometer breit und etwa 110 Kilometer lang. Vermutlich fand hier der Einschlag des größten Meteoriten statt, der je die britischen Inseln traf. Der Lower Minch ist etwa 25 Kilometer breit.
Das Minch Project ist ein gemeinsames Projekt des Comhairle nan Eilean Siar, des Highland Council und von NatureScot. Es will im Minch gegen die Verschmutzung ankämpfen, Erosion und Abfall reduzieren und den Tourismus fördern – besonders den Naturtourismus wie das Beobachten von Delfinen. Die Reduktion der Verschmutzung ist ein besonderes Anliegen, da der Minch eine vielbefahrene Schiffspassage ist – pro Monat beträgt die Masse der passierenden Schiffe 2,5 Millionen Tonnen.
Caledonian MacBrayne unterhält Fährverbindungen über den Minch.